# Oronoz-Mugairi

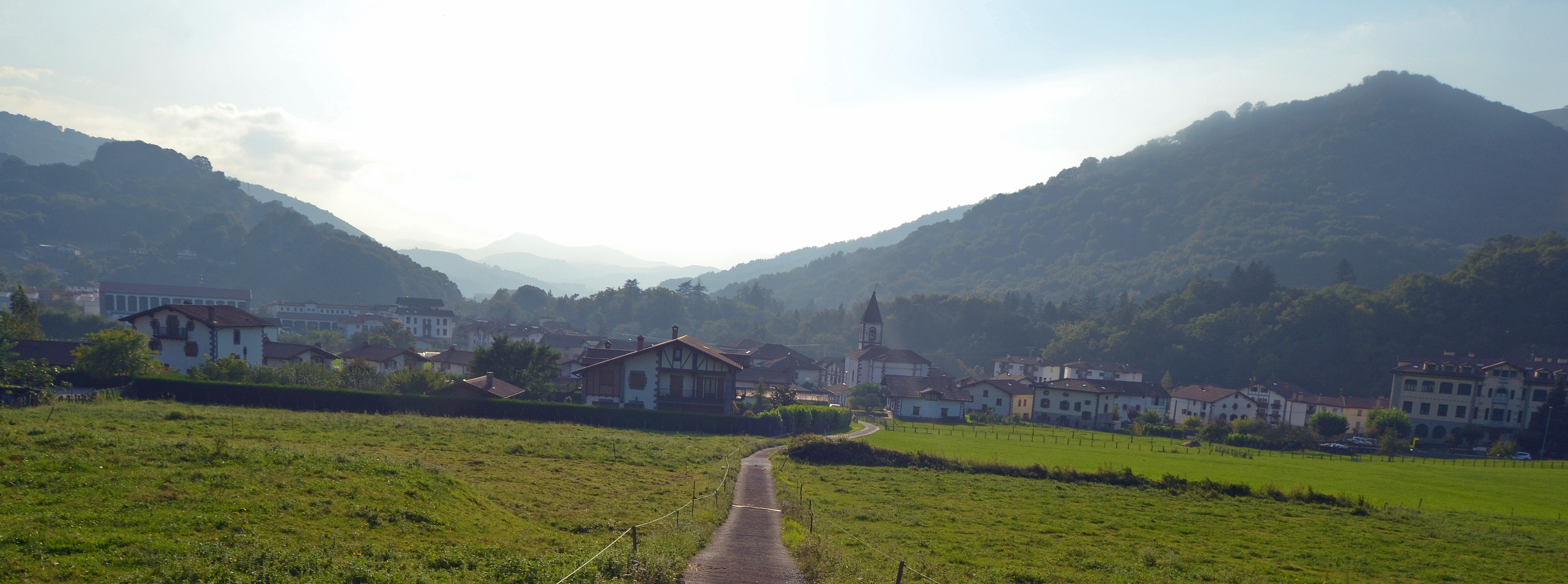
Oronoz-Mugairi.

Oronoz-Mugairi és un dels 15 llocs que conformen la Vall de Baztan, situat a 40 quilòmetres de Pamplona, a Navarra. El 2010 tenia 457 habitants. Comprèn els barris d'Oronoz, Mugairi i Zozaia. Al poble hi ha dos palaus, el de Zozaia i el d'Arretxea.